# I misteri della psiche
I misteri della psiche è un film muto italiano del 1912 diretto  da Vincenzo Denizot.